# Liste der Mitglieder des Landtages Schleswig-Holstein (19. Wahlperiode)
Diese Liste gibt einen Überblick über die Mitglieder des Landtages von Schleswig-Holstein in der 19. Wahlperiode, die in der Landtagswahl vom 7. Mai 2017 gewählt wurden. Die konstituierende Sitzung des Landtages fand am 6. Juni 2017 statt.

## Zusammensetzung
Gemäß dem endgültigen amtlichen Endergebnis der Wahl vom 7. Mai 2017 verteilten sich die 73 Mandate im Landtag wie folgt.
- SPD: 21
- Grüne: 10
- SSW: 3
- FDP: 9
- CDU: 25
- Sonst.: 5

| Fraktion                                          | Beginn der Legislaturperiode | Ende der Legislaturperiode |
| ------------------------------------------------- | ---------------------------- | -------------------------- |
| Christlich Demokratische Union Deutschlands (CDU) | 25                           | 25                         |
| Sozialdemokratische Partei Deutschlands (SPD)     | 21                           | 21                         |
| Bündnis 90/Die Grünen Schleswig-Holstein (GRÜNE)  | 10                           | 10                         |
| FDP Schleswig-Holstein (FDP)                      | 9                            | 9                          |
| Alternative für Deutschland (AfD)                 | 5                            | –                          |
| Südschleswigscher Wählerverband (SSW)             | 3                            | 3                          |
| Fraktionslose Abgeordnete                         | –                            | 5                          |

Im Dezember 2018 schloss die bis dahin fünfköpfige AfD-Landtagsfraktion ihr Mitglied Doris von Sayn-Wittgenstein aus. Am 25. September 2020 trat der Abgeordnete Frank Brodehl aus Fraktion und AfD aus; damit verlor die AfD-Fraktion ihren Status als Landtagsfraktion.

### Präsidium
- Landtagspräsident: Klaus Schlie (CDU)
- Vizepräsidentin: Kirsten Eickhoff-Weber (SPD)
- Vizepräsidentin: Aminata Touré (Grüne)
- Vizepräsidentin: Annabell Krämer (FDP)

### Fraktionsvorstände
| Fraktion                   | Vorsitzende                                                            | Stellvertretende Vorsitzende                               | Parlamentarische Geschäftsführer |
| -------------------------- | ---------------------------------------------------------------------- | ---------------------------------------------------------- | -------------------------------- |
| CDU                        | Tobias Koch                                                            | Tim Brockmann Peter Lehnert Katja Rathje-Hoffmann          | Hans-Jörn Arp                    |
| SPD                        | Ralf Stegner bis Juni 2021 Serpil Midyatli seit Juni 2021              | Martin Habersaat Serpil Midyatli bis Juni 2021 Birte Pauls | Birgit Herdejürgen               |
| GRÜNE                      | Eka von Kalben                                                         | Lasse Petersdotter                                         | Marret Bohn                      |
| FDP                        | Wolfgang Kubicki bis Dezember 2017 Christopher Vogt seit Dezember 2017 | Anita Klahn                                                | Oliver Kumbartzky                |
| AfD bis 25. September 2020 | Jörg Nobis                                                             | Claus Schaffer                                             | Volker Schnurrbusch              |
| SSW                        | Lars Harms                                                             | Jette Waldinger-Thiering                                   |                                  |

## Abgeordnete
Bei den Abgeordneten mit Direktmandat ist deren Wahlkreis sowie ihr dort erreichter Stimmenanteil angegeben. Die anderen Abgeordneten ziehen über die Landesliste der jeweiligen Partei in den Landtag ein.
| Bild | Mitglied des Landtages      | geb. | Fraktion     | Landtagswahlkreis      | Erststimmen in % | Bemerkungen |
| ---- | --------------------------- | ---- | ------------ | ---------------------- | ---------------- | --- |
|      | Hans-Jörn Arp               | 1952 | CDU          | Steinburg-West         | 45,8             | |
|      | Wolfgang Baasch             | 1957 | SPD          | Lübeck-Süd             | 36,4             | |
|      | Marret Bohn                 | 1964 | GRÜNE        | Listenmandat           |                  | |
|      | Stefan Bolln                | 1970 | SPD          | Listenmandat           |                  | am 1. November 2021 nachgerückt für Kathrin Wagner-Bockey |
|      | Dennys Bornhöft             | 1986 | FDP          | Listenmandat           |                  | |
|      | Tim Brockmann               | 1977 | CDU          | Plön-Ostholstein       | 41,5             | |
|      | Frank Brodehl               | 1971 | fraktionslos | Listenmandat           |                  | am 25. September 2020 aus AfD-Fraktion ausgetreten |
|      | Johannes Callsen            | 1966 | CDU          | Schleswig              | 38,1             | |
|      | Claus Christian Claussen    | 1961 | CDU          | Stormarn               | 38,7             | |
|      | Christian Dirschauer        | 1981 | SSW          | Listenmandat           |                  | am 1. August 2020 nachgerückt für Flemming Meyer |
|      | Kai Dolgner                 | 1969 | SPD          | Listenmandat           |                  | |
|      | Heiner Dunckel              | 1954 | SPD          | Flensburg              | 31,6             | |
|      | Kirsten Eickhoff-Weber      | 1960 | SPD          | Listenmandat           |                  | |
|      | Katrin Fedrowitz            | 1973 | SPD          | Listenmandat           |                  | am 27. Oktober 2021 nachgerückt für Ralf Stegner |
|      | Wolf Rüdiger Fehrs          | 1966 | CDU          | Neumünster             | 36,8             | |
|      | Maria-Elisabeth Fritzen     | 1962 | GRÜNE        | Listenmandat           |                  | |
|      | Hauke Göttsch               | 1965 | CDU          | Rendsburg-Ost          | 44,0             | |
|      | Daniel Günther              | 1973 | CDU          | Eckernförde            | 43,2             | Ministerpräsident |
|      | Martin Habersaat            | 1977 | SPD          | Listenmandat           |                  | |
|      | Hartmut Hamerich            | 1955 | CDU          | Ostholstein-Süd        | 41,7             | |
|      | Jörg Hansen                 | 1964 | FDP          | Listenmandat           |                  | am 15. Dezember 2017 nachgerückt für Wolfgang Kubicki |
|      | Lars Harms                  | 1964 | SSW          | Listenmandat           |                  | |
|      | Andreas Hein                | 1967 | CDU          | Dithmarschen-Schleswig | 44,6             | |
|      | Bernd Heinemann             | 1952 | SPD          | Kiel-Ost               | 40,4             | |
|      | Birgit Herdejürgen          | 1965 | SPD          | Listenmandat           |                  | |
|      | Thomas Hölck                | 1962 | SPD          | Listenmandat           |                  | |
|      | Stephan Holowaty            | 1963 | FDP          | Listenmandat           |                  | |
|      | Klaus-Dieter Jensen         | 1958 | CDU          | Nordfriesland-Süd      | 41,3             | |
|      | Erika von Kalben            | 1964 | GRÜNE        | Listenmandat           |                  | Fraktionsvorsitzende |
|      | Werner Kalinka              | 1952 | CDU          | Plön-Nord              | 39,9             | |
|      | Lukas Kilian                | 1986 | CDU          | Stormarn-Süd           | 41,2             | |
|      | Anita Klahn                 | 1960 | FDP          | Listenmandat           |                  | |
|      | Peer Knöfler                | 1968 | CDU          | Ostholstein-Nord       | 40,6             | |
|      | Joschka Knuth               | 1993 | GRÜNE        | Listenmandat           |                  | am 1. Juli 2019 nachgerückt für Rasmus Andresen |
|      | Tobias Koch                 | 1973 | CDU          | Stormarn-Mitte         | 39,1             | Fraktionsvorsitzender |
|      | Annabell Krämer             | 1971 | FDP          | Listenmandat           |                  | |
|      | Oliver Kumbartzky           | 1981 | FDP          | Listenmandat           |                  | |
|      | Peter Lehnert               | 1962 | CDU          | Pinneberg-Nord         | 42,6             | |
|      | Tobias von der Heide        | 1984 | CDU          | Listenmandat           |                  | am 29. Juni 2017 nachgerückt für Ingbert Liebing |
|      | Kerstin Metzner             | 1961 | SPD          | Lübeck-West            | 38,7             | |
|      | Serpil Midyatli             | 1975 | SPD          | Listenmandat           |                  | Fraktionsvorsitzende (seit Juni 2021) |
|      | Hans Hinrich Neve           | 1957 | CDU          | Rendsburg              | 40,0             | |
|      | Volker Nielsen              | 1964 | CDU          | Dithmarschen-Süd       | 40,5             | |
|      | Jörg Nobis                  | 1975 | fraktionslos | Listenmandat           |                  | gewählt über AfD-Landesliste, Fraktion am 25. September 2020 aufgelöst, zuvor Fraktionsvorsitzender                                                                                                |
|      | Barbara Ostmeier            | 1961 | CDU          | Pinneberg-Elbmarschen  | 39,9             | |
|      | Birte Pauls                 | 1965 | SPD          | Listenmandat           |                  | |
|      | Tobias von Pein             | 1985 | SPD          | Listenmandat           |                  | nachgerückt für Torsten Albig, der sein Mandat nicht annahm |
|      | Burkhard Peters             | 1953 | GRÜNE        | Listenmandat           |                  | |
|      | Lasse Petersdotter          | 1990 | GRÜNE        | Listenmandat           |                  | |
|      | Ole-Christopher Plambeck    | 1986 | CDU          | Segeberg-West          | 39,7             | |
|      | Regina Poersch              | 1969 | SPD          | Listenmandat           |                  | |
|      | Katja Rathje-Hoffmann       | 1963 | CDU          | Norderstedt            | 36,2             | |
|      | Beate Raudies               | 1966 | SPD          | Elmshorn               | 37,6             | |
|      | Sandra Redmann              | 1965 | SPD          | Listenmandat           |                  | |
|      | Kay Richert                 | 1973 | FDP          | Listenmandat           |                  | |
|      | Heiner Rickers              | 1966 | CDU          | Steinburg-Ost          | 43,9             | |
|      | Jan-Marcus Rossa            | 1964 | FDP          | Listenmandat           |                  | am 15. Dezember 2017 nachgerückt für Heinrich Garg |
|      | Thomas Rother               | 1959 | SPD          | Lübeck-Ost             | 37,1             | |
|      | Anette Röttger              | 1964 | CDU          | Listenmandat           |                  | am 20. September 2017 nachgerückt für Axel Bernstein |
|      | Doris von Sayn-Wittgenstein | 1954 | fraktionslos | Listenmandat           |                  | am 4. Dezember 2018 aus der AfD-Fraktion ausgeschlossen, am 28. August 2019 aus der Partei, klagte erfolgreich gegen den Ausschluss und ist seit dem 15. April 2021 wieder Parteimitglied der AfD. |
|      | Claus Schaffer              | 1969 | fraktionslos | Listenmandat           |                  | gewählt über AfD-Landesliste, Fraktion am 25. September 2020 aufgelöst |
|      | Klaus Schlie                | 1954 | CDU          | Lauenburg-Nord         | 39,5             | Landtagspräsident |
|      | Volker Schnurrbusch         | 1958 | fraktionslos | Listenmandat           |                  | gewählt über AfD-Landesliste, Fraktion am 25. September 2020 aufgelöst |
|      | Ines Strehlau-Thomas        | 1959 | GRÜNE        | Listenmandat           |                  | |
|      | Andreas Tietze              | 1962 | GRÜNE        | Listenmandat           |                  | |
|      | Aminata Touré               | 1992 | GRÜNE        | Listenmandat           |                  | am 29. Juni 2017 nachgerückt für Monika Heinold |
|      | Andrea Tschacher            | 1972 | CDU          | Listenmandat           |                  | am 17. Oktober 2017 nachgerückt für Petra Nicolaisen |
|      | Özlem Ünsal                 | 1974 | SPD          | Kiel-West              | 36,6             | |
|      | Kai-Oliver Vogel            | 1968 | SPD          | Pinneberg              | 36,9             | |
|      | Christopher Vogt            | 1984 | FDP          | Listenmandat           |                  | Fraktionsvorsitzender |
|      | Bernd Voß                   | 1954 | GRÜNE        | Listenmandat           |                  | |
|      | Jette Waldinger-Thiering    | 1964 | SSW          | Listenmandat           |                  | |
|      | Stefan Weber                | 1963 | SPD          | Listenmandat           |                  | |

## Ausgeschiedene Abgeordnete
| Bild | Mitglied des Landtages | geb. | Fraktion | Landtagswahlkreis  | Erststimmen in % | Bemerkungen                                                                                              |
| ---- | ---------------------- | ---- | -------- | ------------------ | ---------------- | --- |
|      | Torsten Albig          | 1963 | SPD      | Kiel-Nord          |                  | nahm sein Mandat nicht an, Nachrücker: Tobias von Pein                                                   |
|      | Rasmus Andresen        | 1986 | GRÜNE    | Listenmandat       |                  | am 30. Juni 2019 ausgeschieden; Nachrücker: Joschka Knuth                                                |
|      | Axel Bernstein         | 1974 | CDU      | Segeberg-Ost       | 43,1             | verstorben am 24. August 2017; Nachrückerin: Anette Röttger                                              |
|      | Heinrich Garg          | 1966 | FDP      | Listenmandat       |                  | ausgeschieden am 14. Dezember 2017, Nachrücker: Jan-Marcus Rossa                                         |
|      | Monika Heinold         | 1958 | GRÜNE    | Listenmandat       |                  | ausgeschieden am 28. Juni 2017; Nachrückerin: Aminata Touré                                              |
|      | Wolfgang Kubicki       | 1952 | FDP      | Listenmandat       |                  | ausgeschieden am 14. Dezember 2017; Nachrücker: Jörg Hansen                                              |
|      | Ingbert Liebing        | 1963 | CDU      | Nordfriesland-Nord | 45,3             | ausgeschieden am 28. Juni 2017; Nachrücker: Tobias Loose                                                 |
|      | Flemming Meyer         | 1951 | SSW      | Listenmandat       |                  | ausgeschieden am 1. August 2020; Nachrücker: Christian Dirschauer                                        |
|      | Petra Nicolaisen       | 1965 | CDU      | Flensburg-Land     | 39,7             | ausgeschieden am 13. Oktober 2017; Nachrückerin: Andrea Tschacher                                        |
|      | Ralf Stegner           | 1959 | SPD      | Listenmandat       |                  | ausgeschieden am 25. Oktober 2021; Nachrückerin: Katrin Fedrowitz; Fraktionsvorsitzender (bis Juni 2021) |
|      | Kathrin Wagner-Bockey  | 1968 | SPD      | Lauenburg-Süd      | 36,0             | ausgeschieden am 31. Oktober 2021; Nachrücker: Stefan Bolln                                              |